# Paradoxornis de Webb
Sinosuthora webbiana
Espèce
Synonymes
- Paradoxornis webbianus (Gould, 1852)[1]

Statut de conservation UICN

 LC  : Préoccupation mineure
Le Paradoxornis de Webb (Sinosuthora webbiana) est une espèce d'oiseaux de la famille des Paradoxornithidae.
Son aire s'étend à travers l'Asie de l'Est.

## Liste des sous-espèces
Selon BioLib (22 août 2020) :
- sous-espèce Sinosuthora webbiana bulomacha (Swinhoe, 1866)
- sous-espèce Sinosuthora webbiana elisabethae (La Touche, 1922)
- sous-espèce Sinosuthora webbiana fulvicauda (C. W. Campbell, 1892)
- sous-espèce Sinosuthora webbiana mantschurica (Taczanowski, 1885)
- sous-espèce Sinosuthora webbiana suffusa (Swinhoe, 1871)
- sous-espèce Sinosuthora webbiana webbiana (Gould, 1852)